# Gerhard Otte
Gerhard Otte (* 13. April 1935 in Hamm, Westfalen) ist ein deutscher Jurist und emeritierter Professor an der Universität Bielefeld.

## Leben
Gerhard Otte studierte Rechtswissenschaften an den Universitäten Freiburg, Wien und Münster.
Er legte seine erste Staatsprüfung im Jahr 1958 ab und promovierte 1962 in Münster mit der Dissertation Das Privatrecht bei Francisco de Vitoria. Nach seiner zweiten Staatsprüfung im Jahr 1963 arbeitete er als Wissenschaftlicher Assistent am Institut für Kirchenrecht der Universität Münster. Dort wurde er 1969 habilitiert und erhielt die Lehrbefugnis für „Mittelalterliche und neuere Rechtsgeschichte mit Einschluß der kirchlichen Rechtsgeschichte, Bürgerliches Recht und juristische Methodenlehre“.
Im Jahr 1970 wurde er als Professor an die Universität Bielefeld berufen und hatte den Lehrstuhl für Deutsche Rechtsgeschichte, Bürgerliches Recht und Juristische Methodenlehre inne. Zudem war er von 1973 bis 1995 auch Richter am Oberlandesgericht Hamm. Seit 2000 ist Gerhard Otte emeritiert.

## Mitgliedschaften
Gerhard Otte ist Mitglied der katholischen Studentenverbindung K.St.V. Osning zu Münster und Bielefeld.

## Veröffentlichungen (Auswahl)
Publikationen und Veröffentlichungen von Gerhard Otte:
- Das Privatrecht bei Francisco de Vitoria (= Forschungen zur neueren Privatrechtsgeschichte, Band 7) (1964).
- Dialektik und Jurisprudenz (= Ius Commune, Sonderheft 1) (1971).
- Komparative Sätze im Recht. Zur Logik eines beweglichen Systems, in: Jahrbuch für Rechtssoziologie und Rechtstheorie 2 (1972), S. 301–320.
- Über geschichtliche Wirkungen des christlichen Naturrechts, in: Naturrecht in der Kritik (1973), S. 61–79.
- Der Probabilismus. Eine Theorie auf der Grenze zwischen Theologie und Jurisprudenz, in: La seconda scolastica nella formazione del diritto privato moderno (1973), S. 283–302.
- Der sogenannte mos geometricus in der Jurisprudenz, in: Quaderni Fiorentini per la storia del pensiero giuridico moderno 9 (1979), S. 179–196.
- Recht und Moral, in: Christlicher Glaube in der modernen Gesellschaft, Band 12 (1981), S. 5–36.
- Leibniz und die juristische Methode, in: Zeitschrift für Neuere Rechtsgeschichte 5 (1983), S. 1–21.
- Kritik des juristischen Geltungsbegriffs, in: Festschrift für Rudolf Gmür (1983), S. 359–368.
- Zur Anwendung komparativer Sätze im Recht, in: Das Bewegliche System im geltenden und künftigen Recht, S. 271–285 (1986).
- Die zivilrechtliche Gesetzgebung im „Dritten Reich“, in: Neue Juristische Wochenschrift, S. 2836–2842 (1988).
- Zur Legitimationskrise der staatlichen Eheschließung, in: Juristische Schulung, S. 599–604 (1989).
- Neues zum Prozeß gegen Jesus?, in: Neue Juristische Wochenschrift, S. 1019–1026 (1992).
- Die klassische Entscheidung: Der Bonifatiusfall, in: Juristische Ausbildung, S. 643–649 (1993).
- Die Rechtsprechung des BGH zur formlosen Hoferbenbestimmung als Fortsetzung erbhofrechtlichen Denkens, in: Festschrift für Karl Kroeschell, S. 915–932 (1997).
- Das BGB im ZGB der ehemaligen DDR, in: 100 Jahre BGB – 100 Jahre Staudinger, S. 209–219 (1990).
- Ist die Begriffsjurisprudenz wirklich tot?, in: Festgabe Zivilrechtslehrer 1934/35, S. 433–446 (1999).
- Die Entstehung der Lehre von der anspruchsbegründenden Unmöglichkeit, in: Gedenkkolloquium für Christian Wollschläger, S. 5–14 (2000).
- Einleitung zum Erbrecht und Kommentierung der §§ 1923, 1937–1957 BGB (Bearbeitung 2012) sowie §§ 2064–2099 und 2147–2196 BGB, in: Staudinger (Gesetzeskommentar) (2003).
- Zu A.F.J. Thibauts „Theorie der logischen Auslegung des römischen Rechts“, in: Theorie der Interpretation vom Humanismus bis zur Romantik – Rechtswissenschaft, Philosophie, Theologie, S. 191–201 (2001).
- Das Pflichtteilsrecht – Verfassungsrechtsprechung und Rechtspolitik, in: Archiv für die civilistische Praxis, S. 317–362 (2003)
- Vermietung als Verfügung, in: Gedächtnisschrift für Jürgen Sonnenschein, S. 181–199 (2003).
- Vom Nutzen der historischen Auslegung – dargestellt am Problem des Erwerbs schuldnerfremder Sachen in der Zwangsversteigerung, in: Festschrift Hans Hattenhauer, S. 385–395 (2003).
- Die Bedeutung der „Hohenzollern“-Entscheidung des Bundesverfassungsgerichts für die Testierfreiheit, in: Zeitschrift für Erbrecht und Vermögensnachfolge, S. 393–398 (2004).
- Das Elend der Verwirkungsklauseln, in: Festschrift für Heinz Holzhauer, S. 527–537 (2005).
- Die Schiedsklausel im Erbvertrag des Hauses Hohenzollern, in: Zeitschrift für das gesamte Familienrecht, S. 309–312 (2006).
- Zur Erbfähigkeit der Personengesellschaften, in: Festschrift für Harm Peter Westermann, S. 535–551 (2008).
- Offenen Fragen testamentarischer Schiedsgerichtsbarkeit, in: Schriften zum Notarrecht 4, S. 62–79 (2008).
- Die historische Topik und ihre Rezeption durch Theodor Viehweg, in: Akten des 36. Deutschen Rechtshistorikertages, S. 427–438 (2008).
- „Got is selve recht“: Recht oder gerecht?, in: Festschrift für Hermann Nehlsen, S. 163–172 (2008).
- Privatautonomie im Erbrecht, in: Zeitschrift für die gesamte erbrechtliche Praxis, S. 2–9 (2009).
- Cicero oder Boethius? Zum Verständnis der Argumente a minore und a maiore, in: Festschrift für Okko Behrends, S. 445–454 (2009).
- Das eigenhändige Testament als ordentliche Errichtungsform nach dem BGB – Gründe und Einwände, in: Schriften zum Notarrecht 23, S. 31–45 (2011).
- Die Naturrechtsprechung der Nachkriegszeit, in: Rom, Recht, Religion – Symposium für Udo Ebert zum 70. Geburtstag, S. 189–204 (2011).
- Gilt noch der enge Familienbegriff, in: Zeitschrift für das gesamte Familienrecht, S. 585–588 (2011).